# السياحة في إسطنبول
إسطنبول (بالتركية الحديثة: İstanbul؛ وبالتركية العثمانية: استانبول)، والمعروفة تاريخيًا باسم بيزنطة والقُسْطَنْطِيْنِيَّة والأسِتانة وإسلامبول؛ هي أكبر المدن في تركيا وسابع أكبر مدينة في العالم من حيث عدد السكان، حيث يسكنها 15 مليون و29 ألفَ نسمة. تُعد إسطنبول أيضًا "مدينةً كبرى"، ويُنظر إليها على أنها مركز تركيا الثقافي والاقتصادي والمالي. تغطي مساحة المدينة 39 مقاطعة تُشكل محافظة اسطنبول. تقع إسطنبول على مضيق البوسفور وتطوق المرفأ الطبيعي المعروف باسم "القرن الذهبي" (بالتركية: Haliç أو Altın Boynuz) الواقع في شمال غرب البلاد. تمتد المدينة على طول الجانب الأوروبي من مضيق البوسفور، المعروف باسم "تراقيا"، والجانب الآسيوي أو "الأناضول، ما يجعلها من بين مجموعة من المدن الواقعة على قارتين. اختيرت إسطنبول كعاصمة مشتركة للثقافة الأوروبية لعام 2010، وأضيفت معالمها التاريخية سابقا في عام1985، إلى قائمة مواقع التراث العالمي التابعة لليونسكو.
وتعتبر مدينة إسطنبول من أهم المدن السياحية في العالم، حيث احتلت المرتبة الثامنة في قائمة أكثر المدن زيارة في العالم. وبسبب الموقع الجغرافي المميز جداً للمدينة وربطها بين قارتي اسيا وأوروبا ساعد ذلك كثيراً في النمو السريع لقطاع السياحة، هذا أيضاً بالإضافة إلى الجهود الكبيرة للحكومة التركية في توفير البنية التحتية الأساسية اللازمة لتطوير قطاع السياحة، وفي ذلك السياق افتتح رئيس الجمهورية رجب طيب أردوغان مطار اسطنبول الجديد في محاولة من الحكومة لمواكبة الزيادة الكبيرة في قطاع السياحة، والمطار مخطط له ليكون أكبر مطار في العالم، مع قدرة استيعاب سنوية قدرها 150 مليون مسافر، المطار خطط لإنشائه بسبب نقص القدرات في المطارات الموجودة في إسطنبول. هو المطار الدولي الثالث الذي سيتم بناؤه في إسطنبول بعد مطار إسطنبول أتاتورك ومطار صبيحة كوكجن الدولي. اعتبارا من مارس 2017، تم الانتهاء من حوالي 40٪ من بناء المطار؛ وفي التاسع والعشرين من أكتوبر 2018 إفتتح رجب طيب اردوغان رئيس الجمهورية التركية مطار تركيا الجديد. ويعتبر قطاع السياحة في إسطنبول من أهم مصادر الدخل في إسطنبول وتركيا بشكل عام، حيث قدرت اعداد العاملين في قطاع السياحة في عام 2014 أكثر من مليون و40 ألف شخص، وبهذا الرقم احتل قطاع السياحة المرتبة الثلاثة من بين القطاعات التي تملك أكبر عدد من العمال.

## المعالم السياحية في إسطنبول

### قصر توبكابي
من قصور تركيا التي مر عليها قرون عديدة، حيث كان هذا القصر موطنًا للكثير من السلاطين والحكام، داخل القصر يوجد مجموعة من الديكورات التاريخية على نمط المعمار التركي، تتواجد هناك خزائن المجوهرات والغرف المخصصة للنساء وغرف الخدم بالإضافة إلى الغرف المزينة والجذابة.

### الجامع الأزرق
تم بناء الجامع الأزرق في القرن السابع عشر للميلاد، وقد عُرف هذا المسجد بجمال معماره الفريد من نوعه بالإضافة إلى حوائطه وبلاطه الأزرق المميز وما يتواجد فيه من نقوش وزخارف رائعة، كل هذه الأشياء وأكثر تجعل المسجد الأزرق من أشهر مساجد تركيا.

### متحف ايا صوفيا
آيا صوفيا كانت كاتدرائية سابقًا قبل أن تتحول إلى مسجد على يد محمد الفاتح، ومن ثم إلى متحف ديني عام 1935، وتقع بمدينة إسطنبول بتركيا. وتعد من أبرز الأمثلة على العمارة البيزنطية والزخرفة العثمانية. مسجد أيا صوفيا، وهو كنيسة ضخمة بناها جستنيان الأول البيزنطي سنة 537، وقد سقطت قبتها عدة مرات، وآخر مرة أعيد بناؤها سنة 1346 وقد أجريت عدة تقويات وترميمات للمبنى في العهد العثماني، وقد غير السلطان محمد الفاتح المبنى ليكون مسجدا، وأضاف إليه منارة، ثم أضيف إليه منارة أخرى زمن السلطان بايزيد الثاني، وقد كان أيا صوفيا مسجدا لمدة 481 سنة ليحوله أتاتورك إلى متحف سنة 1934، ومنذ ذلك العام أصبح متحف مفتوح للزيارة للجميع.

### متحف الفنون التركية والإسلامية
هو متحف يضم مجموعة مميزة من السجاد الكبير من جميع أنحاء العالم، وكذلك الآثار والمعالم الإسلامية بالإضافة إلى المخطوطات واللوحات والمصاحف القديمة من فترة العصور الإسلامية.

### السوق المسقوف
هو من أقدم الأسواق التركية التي ينجذب السياح للشراء منها، يباع فيه الكثير من المنتجات التي تشمل المجوهرات والاكسسوارات والهدايا التذكارية، كما تتواجد فيه أيضًا مجموعة متنوعة من الملابس والتحف والمنحوتات. يقصده الكثير من السياح ويبلغ عدد شوارعه الداخلية 60 شارعاً وأما متاجره فهي متنوعة وكثيرة ويبلغ عددها 5 آلاف متجر وأما مساحته فهي 47.600 متر مربع والمفاجئ بالأمر بأنه كان في السابق متاهة قديمة! للسوق ستة أبوابٍ رئيسية وهي: باب بايزيد، باب السّوق، باب محمود باشا، باب المنجّدين، باب نور عثمانيّة وباب أورجو. بُني السوق المسقوف في عام 1455م في وسط مدينة إسطنبول بأمرٍ من السلطان العثماني محمد الفاتح وذلك بعد فتح القسطنطينية بفترةٍ قصيرة وقد استمر بناؤه حتى عام 1461م وقد تم توسيعه بشكلٍ كبير خلال القرن السادس عشر في عهد السلطان سليمان القانوني وآخر مرةٍ تم ترميمه فيها عام 1894 بسببِ زلزالٍ أصابه أما الهدف من بنائه في الأساس فكان لوضع سوقٍ لنقل البضائع بين ولايات الدولة العثمانية نحو البلاد العربية.

### حديقة اتاتورك
من أجمل الحدائق في مدينة اسطنبول، يوجد فيها الكثير من النباتات والأعشاب والأشجار النادرة، وتحتل الحديقة مساحة كبيرة جداً تصل إلى 345 هكتار وقد تم افتتاح الحديقة عام 1949م، وتقع الحديقة في منطقة باكيركوي وتمتد على طول بحر مرمرة بالقرب من قصر مصطفى كمال اتاتورك مؤسس الجمهورية التركية.

### جامع أورطة كوي
يقع جامع أورطة كوي علي ضفاف مضيق البسفور ويسمي المسجد المجيدي حيث تم بنائه من قبل السلطان عبد المجيد عام 1854م واخذ طابع الهندسة المعمارية الباروكية وجدران المسجد مقوسة للداخل وقد بني لها دعامات تقوية لزيادة متانتها كما تم إنارة الجامع بواسطة النوافذ العالية والعريضة ويوجد للجامع مئذنتين مربعي الشكل على طرفي محفل السلطان وهما رفيعتين وجميلتين. والجامع نفسه يقع في منطقة اورتاكوي الجميلة المطلة على مضيق البسفور وجسر البسفور ويمكنك قضاء سهرة رائعة في هذه المنطقة وتناول بعض الطعام التركي الشهي التي تتميز به المنطقة.

### تل العرائس
تلة العرائس (بالتركية: Çamlıca Tepesi) وترجمتها «تلة تشامليجا الكبيرة»، تقع في الطرف الآسيوي على إحدى تلال مدينة إسطنبول ضمن منطقة أسكدار (بالتركية: Uskudar)، وتعتبر أحد أهم الأماكن السياحية في تركيا بسبب موقعها المميز الذي منحها إطلالة جميلة جداً على إسطنبول ومدخل مضيق البوسفور، حيث تشمل هذه الإطلالة مآذن وأحياء إسطنبول فهذه التلة هي أعلى التلال السبعة التي تحيط بمدينة إسطنبول ويصل ارتفاعها إلى قرابة 267 مترًا. تنقسم تلة العرائس «تشامليجا» إلى تلتين، إحداهما تعلو عن الأخرى بنحو 38م، تُسمى«بويوك تشامليجا» (بالتركية: Büyük Çamlıca Tepesi)، أي «تشامليجا الكبيرة»، ويبلغ ارتفاعها 267م فوق مستوى سطح البحر وتطل على جميع الممرات المائية في إسطنبول، مثل: جسر البوسفور والقرن الذهبي. والتلة الأخرى اسمها «كوتشوك تشامليجا» (بالتركية: Küçük Çamlıca Tepesi) أي «تشامليجا الصغيرة»، وهي الأصغر ويبلغ ارتفاعها 229م فوق مستوى سطح البحر وتشتمل على حدائق وغابات رائعة ومسارات للمشي.

### أكواريوم إسطنبول

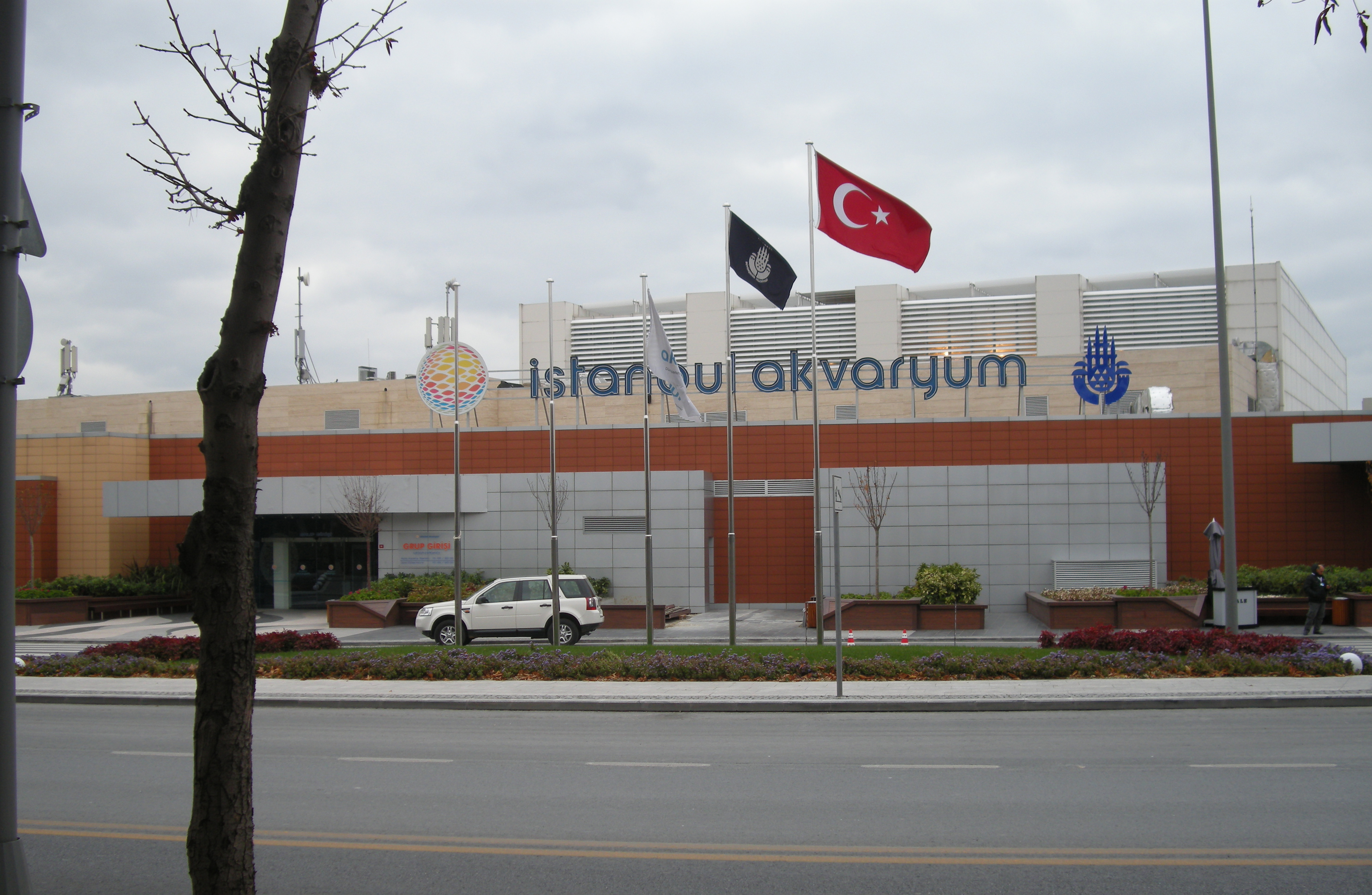
أكواريوم إسطبنول

حوض أسماك إسطنبول (إسطنبول أكواريوم) هو أكواريوم عام في إسطنبول، تركيا. وقد فتحت أبوابها في أبريل 2011، وهي عضو رسمي في الجمعية العالمية لحدائق الحيوان وأحواض السمك (WAZA). يقع الموقع على بعد 5 كم من مطار أتاتورك الدولي، بالقرب من أنظمة النقل السريع والسكك الحديدية في فلوريا، التي تقع على الساحل الجنوبي الغربي من إسطنبول. يحتل حوض أسماك إسطنبول مكانة رائدة بين أحواض السمك في جميع أنحاء العالم بفضل حجمه ومجموعة متنوعة من أنواع الأسماك والأنشطة المتعلقة بطرق السفر. يتبع الزائرون مسارًا جغرافيًا يشتمل على 16 موضوعًا وغابة مطرية واحدة من البحر الأسود باتجاه المحيط الهادئ. تم تصميم الحوض من قبل استشاريي تصميم أحواض السمك العامة OCEAN Projects. يعمل علماء الأحياء المائية في حوض أسماك إسطنبول على تغذية وتنظيف وفحص الظروف الطبية والمادية للمخلوقات وفقًا لبروتوكول الحجر الصحي الذي وضعته إدارة الحوض. للسماح لجميع الكائنات الحية في حوض السمك الاستمرار في العيش في ظروف أقرب ما يمكن إلى تلك الموطن.

### فيالاند

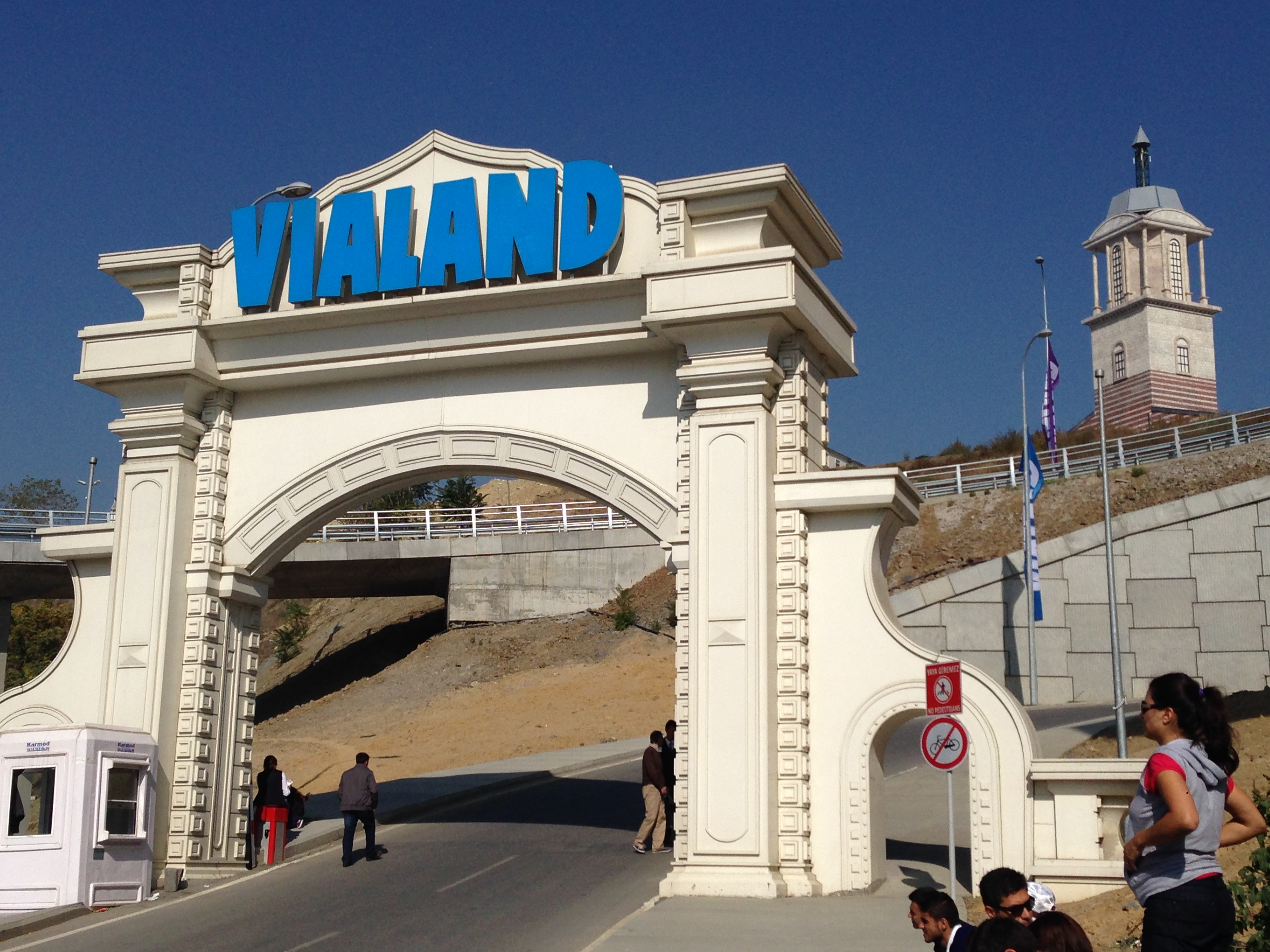
مدينة الملاهي في اسطنبول

فيالاند اسطنبول، مدينة ملاهي ترفيهية توجد في إسطنبول في منطقة أيوب، الخيار الترفيهي الأول للسياح القادمين من اجل السياحة في تركيا، وتعتبر من أكبر واضخم مدن الملاهي في تركيا، افتتحت عام 2013 على مساحة 16 الف متر مربع بكلفة تتجاوز المليار ليرة تركية، كما وتعتبر من الملاهي الترفيهية التي تناسب جميع فئات الاعمار وذلك لتنوع الألعاب فيها التي تتضمن أكثر من 60 لعبة، معظمها من الألعاب المائية المجهزة بأحدث تكنولوجيا الامان، الألعاب مصممة بشكل جذاب يلفت نظر الكبار والصغار، كما وتتضمن مدينة فيالاند على مركز تسوق يحتوي على أكثر من 200 متجرا، بالإضافة إلى مسرح ومركز للعروض الترفيهية.
تنقسم هذه المدينة إلى عدة اقسام:
- القسم الأول: قسم الملاهي الذي يتضمن دنيا الاساطير - دنيا الألعاب - دنيا المغامرات والتي تحتوي بدورها على أكثر من 50 لعبة مثل السفينة الدوارة، وكينغ كونغ
- القسم الثاني: قسم التسوق
- القسم الثالث: قسم العروض الترفيهية والتسلية والعروضات المسرحية
- القسم الرابع: سينما رباعية الابعاد، تقوم بعرض الافلام العالمية، ويترافق مع العرض حركة المقاعد لإضافة البعد الرابع لهذه المشاهد

## مراكز التسوق

### جواهر إسطنبول
مركز جواهر اسطنبول للتسوق والترفيه، المعروف أيضا باسم (مركز شيشلي للثقافة والتجارة) هو مركز تسوق حديث يقع في شارع بويوكدير في حي شيشلي في اسطنبول، تركيا. تم افتتاح مول جواهر اسطنبول في 15 أكتوبر 2005، وكان أكبر مركز تسوق في أوروبا من حيث المساحة الإجمالية القابلة للتأجير بين عامي 2005 و 2011، ويعد واحدًا من أكبر المراكز في العالم. بني مول جواهر إسطنبول على قطعة أرض مساحتها 62,475 متر مربع (672,000 قدم مربع) بتكلفة تبلغ 250 مليون دولار أمريكي. لديها مساحة أرضية إجمالية تبلغ 420,000 م 2 (4,521,000 قدمًا مربعة) ومساحة إجمالية قابلة للتأجير تبلغ 110,000 م 2 (1,184,000 قدمًا مربعة) للمحلات التجارية والمطاعم. توجد ستة طوابق للبيع بالتجزئة في مركز التسوق (343 متجرًا) (بعضها في تركيا لبيع بعض العلامات التجارية الدولية)؛ 34 مطعم للوجبات السريعة و 14 مطاعم حصرية.

### مول اوف إسطنبول
افتتح مول اوف إسطنبول في تركيا سنة 2014 ويتألف من 7 أبراج، تم استلهام تصميمها من مدينة إسطنبول ذاتها، حيث يتكون المجمع من 4 أبراج سكنية، وبرج للمكاتب، ومبنى كبير مخصص للفندق والوحدات الفندقية، ومركز تجاري ضخم للتسوق. ويقع مركز التسوق على مفترق طرق حيوي، وعند الشريان الرئيس الذي يصل مطار أتاتورك والطريق السريع TEM مع طريق شمالي مرمرة السريع، الذي يربط قارتي أوروبا وآسيا، عند هذه النقطة المركزية يقع مول اوف إسطنبول، أكبر مركز شامل للتسوق والترفيه والحياة العصرية في تركيا، ضمن منطقة باشاك شهير، واحدة من أهم المناطق التي تشهد نمواً وتطوراً عمرانياً هائلاً ضمن الجانب الأوروبي من مدينة إسطنبول.

### فورم إسطنبول
مركز تسوق فورم إسطنبول هو أحد أكبر مراكز التسوق في إسطنبول وأوروبا بمساحة 176,380 متر مربع، ويتميز بشعبيته الكبيرة جداً لدى السياح المحليين والقادمين من خارج تركيا. يقع مركز التسوق فورم إسطنبول في منطقة بيرم باشا أجمل اماكن السياحة في إسطنبول، ويحوي العديد من المتاجر التي تمتد على مساحة كبيرة تصل إلى ما يقارب ال495 ألف متر مربع. يوجد في فورم مول إسطنبول عدد كبير من المحلات التجارية، ويصل عدد المحلات التي تحمل أسماء لماركات عالمية وتركية مشهورة إلى 290 محل، كمحلات بيرشكا وكيكو ميلانو وغيرها الكثير. مول فورم إسطنبول وإكتسب فورم إسطنبول شهرته ليس بكونه مجمع تسوق وحسب، وإنما للعديد من الأمور التي تميزه عن باقي المراكز التجارية، فمثلاً عند تجولك في الطوابق السفلى للمجمع ستشعر وكأنك في أكواريوم وذلك لأن المجمع لديه واجهة زجاجية كبيرة تحت البحر تجعلك ترى العديد من الأسماك التي تسبح بالقرب من المجمع.

## المدن القريبة

### سبانجا ومعشوقية
سبانجا هي مدينة ومنطقة في مقاطعة سكاريا في منطقة مرمرة في تركيا بالقرب من بحيرة سبانجا. عمدة المدينة هو إبراهيم أوسلو (حزب العدالة والتنمية). أصبحت سبانجا في الآونة الأخيرة وجهة سياحية هامة ويوجد رحلة يومية إلى سبانجا ومعشوقية من إسطنبول، بسبب البيئة الطبيعية المذهلة وبحيرتها، وتسمى بحيرة سبانجا، وكذلك قربها من إسطنبول ومدينة ازميت، والمعروفة أيضًا باسم كوجالي. المدينة يوجد بها عدد من الفنادق والمنتجعات.

### بورصة
بورصة (بالتركية: Bursa) هي رابع مدن تركيا سكاناً وإحدى أهم المدن الصناعية التركية وهي مركز محافظة بورصة. تقع في شمال غرب البلاد، منطقة مرمرة، بين مدينتي إسطنبول وأنقرة. بلغ عدد سكانها سنة 2010م حوالي 1,2 مليون نسمة. كانت بورصة عاصمة لولاية عثمانية بين 1326 و 1365 (العاصمة الثانية للعثمانيين بعد سوغوت). وفي فترة العثمانيون كان يُطلق عليها (خداوندكار) وتعني هدية الله، بينما أشهر ألقابها حاليا هو "Yeşil Bursa" وتعني "بورصة الخضراء" بسبب كثرة الحدائق العامة والمتنزهات الموجودة حولها، فضلا عن الغابات المتنوعة الشاسعة المنتشرة حول المنطقة. وبجوار المدينة يقع جبل أولوداغ الذي يرتفع عاليا خلف مركزها وهو أيضا منتجع شهير للتزلج. وتنتشر في تلك المدينة أضرحة السلاطين العثمانيين الأوائل كما أن فيها العديد من مباني العهد العثماني التي تشكل معالم رئيسية للمدينة.

### جزيرة الأميرات
بيوك اضا هي أكبر الجزر التسعة المعروفة باسم جزر الأميرات في بحر مرمرة بالقرب من إسطنبول، وتبلغ مساحتها حوالي 2 ميل مربع (5 كيلومترات مربعة). هو رسميا أحد الأحياء في منطقة أدالار (جزر) في مقاطعة إسطنبول، تركيا. اسم الجزيرة يعني «الجزيرة الكبيرة» باللغة التركية. الأسماء اليونانية البديلة هي Πρίγκηψ أو Πρίγκιψ تعني "Prince" أو "Foremost". تضم بيوك اضا العديد من الكنائس والأديرة والقصور التاريخية التي يمكن للسياح زيارتها. الكنائس الرئيسية في بيوك اضا هي الكنائس الأرثوذكسية اليونانية في باناجيا، وهاجيوس ديميتريوس، وكنيسة سان باسيفيكان الفرنسيسكان وكنيسة سيرف أستفادزادزين فيرابوليم الأرمنية.

### شيلا واغوا
شيلا هي مدينة ومنطقة في اسطنبول، تركيا. وفقا لإحصاء عام 2007، كان عدد السكان في المقاطعة 25169 نسمة، من بينهم 8,931 في مدينة شيلا، و 2,096 في بلدة اغوا القريبة (Yeşilçay) و 13,242 في القرى المحيطة. ومع ذلك، بين شهري يونيو وسبتمبر، يزداد عدد السكان بسرعة بسبب العديد من سكان إسطنبول الذين لديهم منازل صيفية في المدينة الساحلية. تشتهر مدينة شيلا بشواطئها. ومع ذلك، فهي تقع في أقصى شمال اسطنبول، وتشترك في نفس الظروف البحرية مثل غيرها من مدن البحر الأسود، وبالإضافة إلى الساحل الرائع والمدينة التاريخية تشتهر مدينة شيلا بالطبيعة الجميلة في القرى المحيطة لها، وهو ما جعلها رحلة اساسية للسائحين المقيمين في مدينة إسطنبول، حيث يقومو بزيارة شيلا واغوا والبحر الأسود في يوم واحد وهو ما جعل المدينة تنشط سياحياً.

## انظر ايضاً
- السياحة في تركيا
- تركيا (تقسيمات ادارية)
- محافظات تركيا

## وصلات خارجية
- وزارة الثقافة والسياحة التركية
- السياحة في تركيا
- بلدية إسطنبول